# 根纳季·亚纳耶夫
根納季·伊萬諾維奇·亞納耶夫（羅馬化：Gennadiy Ivanovich Yanayev；1937年8月26日—2010年9月24日）是苏联政治人物，曾任第一、也是唯一一任苏联副总统。亞納耶夫生於蘇聯俄罗斯苏维埃联邦社会主义共和国高爾基州（今下諾夫哥羅德州）佩列沃茲區佩列沃茲，1959年自高爾基農學院（今下諾夫哥羅德國立農學院）畢業後在家鄉擔任工程師，1962年成為苏联共产党黨員，進入政壇。亞納耶夫的政治生涯歷經赫魯雪夫、布里茲涅夫、安德洛波夫、契爾年科時期，至戈巴契夫時期達到高峰。1990年，亞納耶夫成為全聯盟工會中央理事會主席，並藉此成為蘇共中央政治局委員、蘇共中央書記處書記。當年年底，在戈巴契夫的協助下，亞納耶夫獲選舉為蘇聯副總統。不過因為對戈巴契夫推動的改革計劃感到懷疑及不信任，亞納耶夫與其他蘇共保守派高層成員組成的「八人集團」最終於1991年8月19日發動政變，軟禁了戈巴契夫，史稱八一九事件；在政變過程中，亞納耶夫自行宣布代理蘇聯總統一職。惟在鲍里斯·叶利钦及國內外各方的反對之下，此次政變在短短三天內便告失敗，亞納耶夫亦遭到逮捕入獄，至苏联解体後數年的1994年方獲俄罗斯国家杜马特赦。晚年的亞納耶夫致力於身心障礙者福利及觀光旅遊事業，2010年逝世於莫斯科。

## 早年
1937年8月26日，亞納耶夫生於苏联俄罗斯苏维埃联邦社会主义共和国高爾基州（今下諾夫哥羅德州）佩列沃茲區佩列沃茲，時正值蘇聯境內斯大林主义發展的高峰期。1959年自高爾基農學院（今下諾夫哥羅德國立農學院）畢業後，他曾短暫前往阿尔泰边疆区，之後回鄉擔任當地農業機械化部門的負責人，後來成為總工程師。
1962年，亞納耶夫成為苏联共产党黨員，進入政壇。1963年至1968年間，他先後成為蘇聯共青團高爾基州委員會的第二及第一書記，之後擔任蘇聯青年組織委員會主席一職長達12年。1967年，他自全聯盟法律函授學院（今莫斯科國立法律大學）畢業，取得歷史學副博士学位。1980年至1986年間，他任職蘇聯與外國文化關係協會副主席，1986年後進入全聯盟工會中央理事會擔任國際事務部書記，1989年成為理事會副主席（同年成為苏联人民代表大会理事會代表），1990年4月獲選舉為理事會主席。儘管在主席任內，亞納耶夫無法平息勞工持續高漲的不滿，但這項職務讓他得以在當年7月的蘇共第二十八次代表大會上當選為蘇共中央政治局委員、蘇共中央書記處書記。另外，亞納耶夫還領導苏联最高苏维埃下設的「克里米亞韃靼人問題委員會」（Комиссии по Крымскотатарскому вопросу）處理克里米亞韃靼人問題；他不僅全力協助他們回歸故鄉克里米亚，並支持恢復克里米亞蘇維埃社會主義自治共和國。

## 副總統時期
1990年12月26日，時任蘇共中央總書記、蘇聯總統米哈伊爾·戈巴契夫在第四次苏联人民代表大会上提名亞納耶夫為苏联副总统候選人。在亞納耶夫之前，戈巴契夫曾考慮提名外交部部長爱德华·谢瓦尔德纳泽或哈萨克苏维埃社会主义共和国總統努尔苏丹·纳扎尔巴耶夫為副總統候選人，但兩人都婉拒了邀請。12月27日，蘇聯人民代表大會舉行了副總統選舉。最初，改革派及分離派代表反對讓亞納耶夫成為副總統，亞納耶夫在第一輪投票中只獲得了1,089票（得票率48.6%），不足當選所需票數；但在戈巴契夫的施壓下，最終亞納耶夫在第二輪投票中共獲得1,237票（得票率55.3%），當選為第一任、也是唯一一任蘇聯副總統。
在選舉後，一位資深蘇聯官員形容亞納耶夫為「戈巴契夫的奎爾」——「作為一位沒有實權、對戈巴契夫不具威脅的保守人士，將他選為副總統可以安撫右派份子」。1991年起，亞納耶夫開始參與籌組新的内阁，之後前往庫茲涅茨克與當地的一個獨立工会進行罷工談判，是1917年後俄羅斯官員首次正式與工會進行談判。在得到蘇聯政府的關注後，該獨立工會取消了罷工計畫。1991年3月，亞納耶夫成為蘇聯安全理事會理事。

### 八月政變
在就任副總統後不久，亞納耶夫開始參與由蘇共部分保守派高層成員組成的團體「八人集團」（由時任國家安全委員會主席佛拉迪米爾·克留奇科夫領導），他們希望說服戈巴契夫宣布國家進入紧急状态以「恢復秩序」。
在公布將蘇聯重組為「主權國家聯盟」的《新聯盟條約》計畫後，戈巴契夫前往克里米亞的達恰度假。擔憂《新聯盟條約》將使蘇聯實質上解體，亞納耶夫及其他「八人集團」成員組織了國家緊急狀態委員會，在8月19日──蘇聯各加盟國預定簽署《新聯盟條約》的前一日──發動政變軟禁了戈巴契夫，史稱八一九事件。蘇聯國家通讯社塔斯社隨後發布稍早以國家緊急狀態委員會及亞納耶夫的名義簽署的副總統令，宣稱戈巴契夫「因健康因素已不能履行總統職責」，「根據《苏联宪法》第127條第七款，由副總統亞納耶夫代行總統職權」。國家緊急狀態委員會還發表了聲明，提及了蘇聯當前緊張的民族及政治局勢，宣稱這些問題威脅了蘇維埃文化及蘇聯領土的完整性。亞納耶夫並表示危險迫在眉睫，若是經濟情況無法改善，蘇聯將可能解體。因此，國家緊急狀態委員會要求內閣調整當前正在進行的第十三次五年計畫，以解決住宅匱乏的問題。此外，所有城市居民將獲得約15公畝的土地種植蔬菜及水果，以對抗冬季時出現的食物短缺。
時任俄羅斯蘇維埃聯邦社會主義共和國總統鲍里斯·叶利钦稱國家緊急狀態委員會的行為是「反动、違憲的政變」。莫斯科的市民在政變後隨即開始向白宮聚集，並在附近設立路障。當日莫斯科时间下午4時，國家緊急狀態委員會宣布莫斯科進入緊急狀態。下午5時，國家緊急狀態委員會成員召開了記者會。當被問及戈巴契夫的狀況時，亞納耶夫回應：「多年辛勞使他變得非常疲倦，並需要時間休息以恢復健康」，並表示國家緊急委員會有心繼續改革，不過，他軟弱的姿態、顫抖的雙手及不安的表情使其話語缺乏說服力，更讓許多記者轉而關注他疑似酒精中毒的症狀。
此次政變遭受包含葉爾欽在內的國內外各方反對，在短短三天內便告失敗。8月21日，苏联最高苏维埃主席团決議亞納耶夫宣稱戈巴契夫不能履職後自行代理蘇聯總統職權的行為違反憲法，並要求亞納耶夫撤回以代總統及國家緊急狀態委員會名義發布的各項法規及命令。同日，亞納耶夫簽署了法令，宣告國家緊急狀態委員會解散，其所有決定均無效。由於蘇聯副總統不具司法豁免權，隔日亞納耶夫就在他的辦公室遭到逮捕，被關押於特维尔州卡申鎮的看守所，之後移監至莫斯科市索科利尼基區的寂静水手看守所。8月23日，蘇共中央監察委員會決議將亞納耶夫及其他國家緊急狀態委員會成員開除出黨。亞納耶夫形式上繼續擔任蘇聯副總統一職，直到9月4日第五次蘇聯人民大會正式將他罷免為止。
1993年亞納耶夫接受報紙《新觀點》採訪，坦承他在簽署讓自己成為代理總統的副總統令時處於酒醉狀態，但「並不影響自身判斷力」。在2008年的一次訪談中，亞納耶夫表示後悔就任代總統，並聲稱自己是在其他保守派的壓力下才簽署副總統令的。他將八一九事件視為其餘生的重擔。

## 晚年

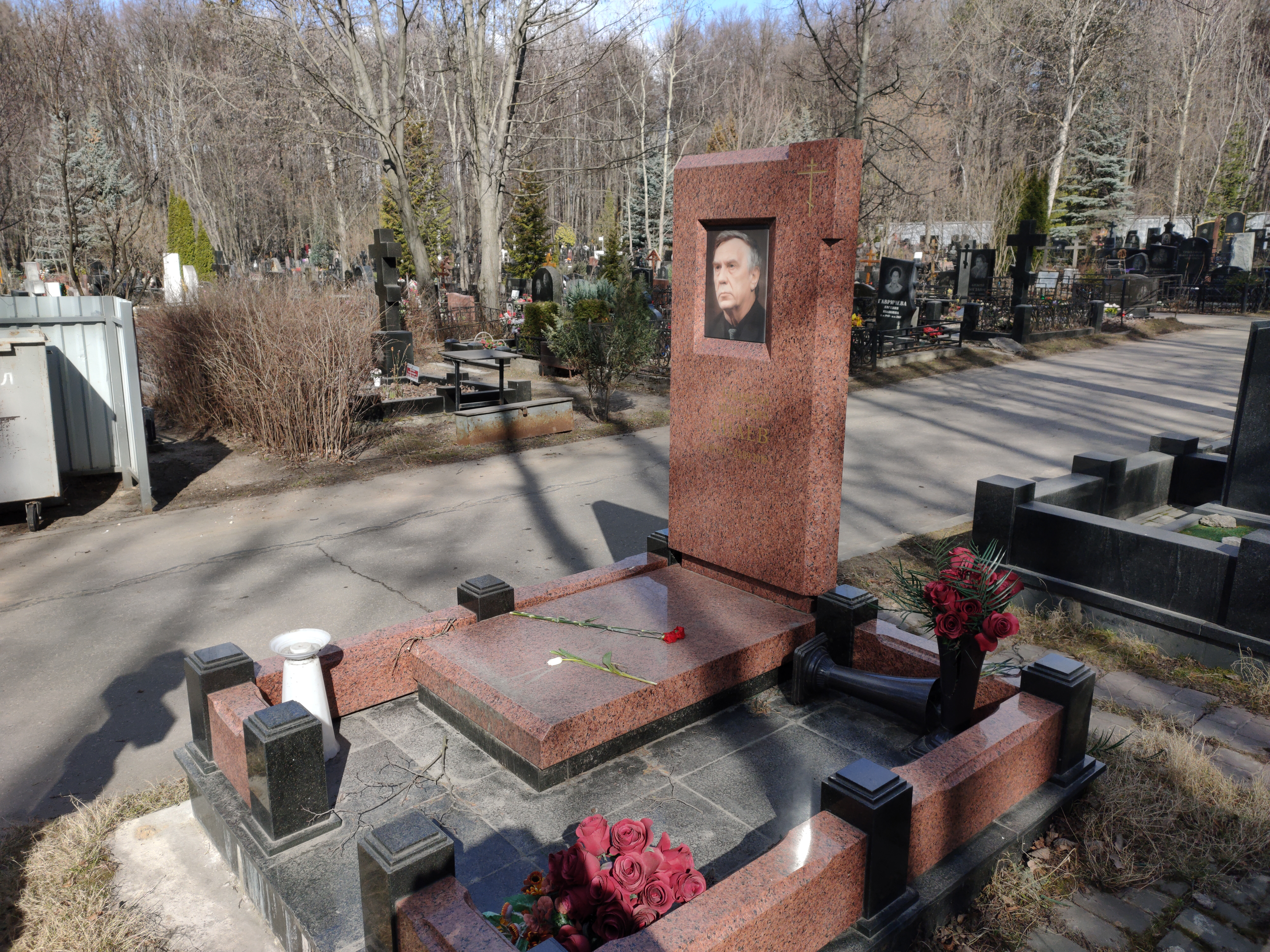
亞納耶夫之墓碑

苏联解体後數年的1993年1月26日，亞納耶夫及其他仍在世的國家緊急事務委員會成員獲釋，至1994年2月再獲得俄羅斯聯邦国家杜马正式特赦。此後，他致力於身心障礙者福利及觀光旅遊事業，曾擔任國家退伍軍人及身心障礙者委員會顧問、俄羅斯國際旅遊學院俄羅斯歷史及國際關係學系系主任等職務。2010年9月20日晚上，亞納耶夫因身體不適被送往莫斯科中央臨床醫院，之後他被診斷出患有肺癌。9月24日，亞納耶夫逝世，終年73歲。在去世前一天，他得以見到甫付梓的回忆录《蘇聯的最後一戰》（Последний бой за СССР）。
俄罗斯联邦共产党中央委員會向亞納耶夫的親屬表達哀悼與慰問。時任俄共中央主席根纳季·久加诺夫表示：「亞納耶夫活出了有趣、複雜而值得的一生。」俄共中央在一份聲明中讚揚亞納耶夫為「具備高度專業的專家、反應靈敏的領導人、善良及忠誠的同志」。在另一份聲明中，俄共中央則表示：「如果他（們）更果斷的採取行動，當時的困境或許就能被扭轉，我們的統一的國家也就能夠維持住了。」9月27日，亞納耶夫下葬於特罗耶库罗夫公墓，時任俄通社-塔斯社第一副社長米哈伊爾·古斯曼、莫斯科市副市長柳德米拉·謝維佐娃及俄共中央第一副主席伊萬·梅爾尼科夫等政界人士都參與了下葬儀式。

## 榮譽
亞納耶夫曾兩次獲得劳动红旗勋章、兩次獲得榮譽勳章。

## 家庭
亞納耶夫共有二任妻子，其中他與第一任妻子育有兩女。

## 延伸閱讀
- Янаев, Геннадий Иванович.   [蘇聯的最後一戰]. Москва: Эксмо. 2010 （俄语）.